# François de Gravelle
François de Gravelle, Sieur d’Arpentigny (* um 1545 in Germainville bei Dreux; † 1608 in Arpentigny bei Thimert-Gâtelles), war ein französischer Autor und Philosoph im 16./17. Jahrhundert.
Als Sohn von Simon de Gravelle, Sieur de Germainville und Beauchesne, und Catherine de Bartonnier war er der Erbe des Familienbesitzes. Zunächst wurde er aber wie sein Vater Advokat im Parlement de Paris. Abgeschreckt durch die Bartholomäusnacht 1572 zog er sich nach dem gewaltsamen Tode des hugenottischen Vaters 1575 zurück auf das Gut. Dort wirkte er als religiös-politischer Schriftsteller. Auch war er ein gesuchter Berater des Herzogs Franz Herkules (1555–1584), eines jüngeren Bruders der französischen Könige Franz II., Karl IX. und Heinrich III. 1582 heiratete er Marguerite de Colas und kaufte 1585 das Gut d’Arpentigny hinzu, wo er starb. 
Seine Bücher verpflichteten die königliche Herrschaft auf die christliche Lehre. Weiter förderte er die Wiedervereinigung der Protestanten mit den Katholiken, die er sich von König Heinrich IV. versprach. Daher arbeitete er auch mit dem Hugenotten Philippe Duplessis-Mornay zusammen, dem er die meisten Bücher für seine Arbeiten besorgte.
Bedeutsam ist die Auseinandersetzung mit dem Werk Machiavellis über die notwendige Moralität der königlichen Politik. De Gravelle sah die Ursachen des Bürgerkriegs in Frankreich auch in dessen Gedanken. Er verfasste auch das philosophiehistorische Werk Abrégé de philosophie ..., das 1601 in Paris bei Jérémie Périer erschienen ist.

## Schriften
- Politiques royales, Lyon 1596 (gewidmet König Heinrich IV.)
- Abrégé de philosophie, phisique, métaphisique, morale, et divine sur la connaissance de l’homme & sa fin, Paris 1601 (gewidmet Charles de Bourbon-Soissons)

## Weblink
- books.google Abrégé

| Personendaten    | Personendaten                     |
| ---------------- | --------------------------------- |
| NAME             | Gravelle, François de             |
| KURZBESCHREIBUNG | französischer Autor und Philosoph |
| GEBURTSDATUM     | um 1545                           |
| GEBURTSORT       | Dreux                             |
| STERBEDATUM      | 1608                              |
| STERBEORT        | Arpentigny                        |